# Aundrey Morel
Aundrey Morel ist eine ehemalige französische Bogenbiathletin.
Aundrey Morel erreichte ihren größten internationalen Erfolg, als sie bei den 2002 in Pokljuka an der Seite von Stephania Guillemin und Carole Leclerc für die französische Staffel nominiert wurde und mit dieser hinter den Vertretungen aus Russland und Italien die Bronzemedaille gewann.